# 騎士精神：中世紀戰爭
《騎士精神：中世紀戰爭》（中国大陆又译作）是一款由Torn Banner Studios開發的多人砍殺遊戲，這也是該工作室第一款商業作品。遊戲設定在一個近似中世紀的虛構世界，遊戲的戰鬥系統与開發者先前發布過的一個《戰慄時空2》模組－《Age of Chivalry》有不少相似之處。在2012年9月20日，官方發布了一部宣傳影片並將遊戲發售日定在2012年10月16日。最初開發者確認遊戲會是PC平台獨佔發售，不過在2014年10月又宣布遊戲將於同年12月登上PlayStation 3和Xbox 360平台。 2013年8月23日官方宣布將推出一個新資料片《騎士精神：致命武士》（Chivalry: Deadliest Warrior），這也是跟電視節目系列《Deadliest Warrior》的一種宣傳合作，該資料片於2013年11月14日發售。续作《騎士精神2》于2021年6月发售。

## 系統

相對於較早期的《Age of Chivalry》（圖片上半部）來說，《騎士精神：中世紀戰爭》（圖片下半部）在畫面上有明顯的進步。上下兩個畫面皆顯示一位玩家正在使用武器防禦敵人的攻擊。

騎士精神的系統機制類似於《Age of Chivalry》——一個由同開發組Torn Banner Studios製作的《戰慄時空2》模組。 戰鬥方面以近戰為主， 可自由切換第一人稱或第三人稱視角。有各種中世紀器械可供挑選，例如：刀劍、鐵錘、長弓，以及其他當時代的武器，手持這些武器來對敵人進行揮砍或施放箭雨。 遊戲中還提供弩砲、投石機、熱油等工具用來摧毀敵兵或城堡。 線上對戰模式主要是以任務目標導向的方式來進行，例如使用攻城車來突破一座城堡的大門，或是洗劫敵方的營地。 遊戲中並沒有真正的單人戰役模式，僅有一個單人教學模式，或是在離線模式中設定一些AI進行模擬對戰。
在遊戲世界觀中，一個名叫阿加莎的虛構王國正陷入內戰，王國分裂為兩派陣營：「阿加莎騎士」和「梅森修會」，彼此間不斷爭奪勢力範圍。 玩家可自由選擇其中一個陣營，同時有四種職業可挑選，每種職業各自擁有不同的特殊技能，同一職業也可替換不同種類的武器。
遊戲也充滿大量的誇張血腥要素。

### 遊戲模式
遊戲中包含不少遊戲模式，列舉如下：
個人自由：每位玩家只為自己而戰。當時限結束時取得最高分數的玩家將成為優勝者。
決鬥：玩家們進行一對一的競賽。一位玩家同時間只會和另一位玩家進行對決，競賽結束時獲得最多次對決勝利的玩家將會獲勝。
團隊死亡競賽：玩家們分成兩個團隊進行對抗。兩隊在遊戲開始時都擁有相同的生命總數，當其中一隊失去所有生命總數時遊戲就會結束。
團隊生存：兩個團隊在一個競技場中對戰，而且每位玩家都只有一條生命。在競技場中可能會出現一些環境危機，例如掛著尖刺的牆壁與會噴火的塔。當其中一隊仍有玩家存活而另一隊全體陣亡時便會獲得一局勝利。
山丘之王：兩隊試圖佔領地圖中央的一塊區域。當有一隊首先佔領這塊區域累積到指定時間後就會獲勝。
奪旗：兩隊必須從敵方基地奪取旗幟並帶回自己團隊的基地，同時也要防守自己團隊的旗幟避免被奪走。當有一隊首先完成三次奪取旗幟便可獲勝。
團隊目標：玩家可選擇進攻方或是防守方團隊。進攻方團隊必須達成各種目標，例如掠奪一座村莊、將攻城車推到敵方陣營的大門、刺殺國王...等等，同時防守方則必須阻止進攻方達成目標。

### 職業
玩家可從四種職業中自由選擇其中之一。這四種職業無論是在阿加沙騎士或是梅森修會陣營都是相同的，唯一的差異只有服裝顏色和造型。
射手：使用弓箭和標槍之類的武器來從遠處攻擊，此外也有短劍或匕首用來近戰攻擊。裝備幾乎沒有防禦力，必要時也只能拔刀應戰。該職業特殊技能是可把盾牌架在地上當作掩蔽處。
劍士：全部職業中最敏捷的職業。使用像是劍和鐵鎚之類的單手武器，另一手可裝備盾牌以有效格擋傷害。雖然裝備防禦力不如其他近戰職業，但擁有速度優勢，不僅移動速度快而且可施展閃避動作。
前鋒：使用長兵器，例如長柄武器和巨劍，並且傾向待在距離敵人稍遠一點的地方。特殊技能是每當衝刺一段時間後便能施展出一種死亡衝刺攻擊，可造成巨大傷害，而且當對方正在防禦時會讓對方消耗不少體力甚至失去平衡。缺點是無法像其他職業一樣裝備盾牌。
騎士：全部職業中最厚重的職業。使用巨大的雙手武器，例如長劍和戰斧，此外也能使用比其他職業更巨大的盾牌。犧牲速度以換取防禦力，是遊戲中速度最慢的職業，移動速度很慢而且攻擊硬直時間高於其他職業。騎士的一項特色是可以單手揮舞重型劍同時另一手持盾，雖然會犧牲基礎攻擊力但能提升攻擊速度。特殊技能是可吸收一些額外傷害，以及格擋攻擊時耗費較少體力。

### 主要武器
四種職業各自使用對應中世紀背景的武器。每個職業可攜帶三種裝備：第一、主要武器，基本上是各職業專屬的武器類型；第二、副武器，可當作備用武器，諸如寬刃劍、匕首等單手武器；第三、輔助道具，諸如盾牌、煙霧彈、飛斧等非一般武器類型道具。
以下列舉各職業全部的主要武器：
射手：使用遠程武器，列舉如下：長弓、短弓、戰弓；十字弓、輕十字弓、重型十字弓；標槍、短矛、重型標槍、彈弓。
劍士：輕靈的劍士使用單手武器，列舉如下：寬刃劍、北歐劍、大刀；短柄小斧、戰斧、戴恩斧；釘頭錘、流星錘、聖水噴杖、長棍。
前鋒：使用長距離的雙手武器，列舉如下：巨劍、闊刃大劍、德式巨劍；長矛、鐵叉、三頭叉；大砍刀、鉤鎌、戰戟；長柄錘。
騎士：使用強力重型武器，攻擊緩慢且沉重，列舉如下：雙刃斧、長柄斧、鉤斧；戰錘、大槌、大釘頭錘；長劍、戰爭之劍、彎刀；連枷、重型連枷。

## 開發
遊戲是基於《戰慄時空2》免費模組《Age of Chivalry》的基礎來開發。 開發組改良了該模組的戰鬥系統，在近戰和遠程戰鬥上都做了調整。 《騎士精神：中世紀戰爭》也新增了一些可互動環境與更直覺的移動系統，此外也強化了畫面和動作動畫。 原初的模組是使用《戰慄時空2》的Source引擎製作而成，而《騎士精神：中世紀戰爭》則是使用虛幻引擎進行開發。 2010年5月20日，遊戲最初是以《Chivalry: Battle For Agatha》之標題來宣傳，但隨後便改名為現在的標題。 2012年9月15日，遊戲在Kickstarter上成功完成募款。

## 追加下載內容
遊戲透過定期更新提供了無數的新內容，包含頭盔、武器和徽章。2013年1月31日，Torn Banner發布了第一個免費內容更新， 包含5種新武器、13張新地圖（其中之一是團隊目標模式）、2個新模式以及開放使用交替攻擊。2013年8月13日的更新帶來了外觀自定義選項，例如頭盔造型、徽章、圖案和顏色等項目。Torn Banner也曾舉辦過針對頭盔的社群設計競賽，讓玩家們將他們的設計寄給官方，比賽優勝者會獲得一個獨家的農民帽子。 2014年4月28日的更新帶來了「蠻族入侵」內容，包含2張新的團隊目標地圖，以及可購買的角色和武器外觀。 2015年9月3日，Torn Banner發布了一些新物品，包含了《火箭聯盟》主題的徽章，做為跟Psyonix工作室合作的宣傳活動。
2013年11月14日，Torn Banner推出了一個新資料片《騎士精神：致命武士》（Chivalry: Deadliest Warrior），該資料片是和另一家工作室345 Games合作開發的，遊戲內容也是基於電視節目系列《Deadliest Warrior》來製作。 《騎士精神：致命武士》同樣擁有自己的更新內容。

## 評價
遊戲獲得了普遍好評，在Metacritic上以24份評價取得79/100的平均分數。 IGN給予7.9/10的分數，稱讚遊戲在中世紀風格下格外暴力的多人遊戲方式，但另一方面也指出遊戲中的職業數量有限。 AusGamers給予90/100的分數並註明該遊戲唯一的缺陷是缺乏不同的戰鬥場地以及存在一些程式錯誤。

### 銷售
2013年8月官方宣布遊戲售出120萬套。 2014年10月遊戲總計售出200萬套。

## 續作
2019年6月，官方宣布《騎士精神2》（Chivalry 2）正在開發中，預計在2020年推出。遊戲預定在PC、PlayStation 4、PlayStation 5、Xbox One與Xbox Series X等平台推出，支援跨平台連線遊玩。
2021年6月，《騎士精神2》发售。

## 外部連結
- 官方网站